# Ipomoea obscura
Ipomoea obscura ist eine Pflanzenart aus der Gattung der Prunkwinden (Ipomoea) innerhalb der Familie der Windengewächse (Convolvulaceae). Sie ist in der Alten Welt weitverbreitet.

## Beschreibung

### Vegetative Merkmale
Ipomoea obscura ist eine windende, krautige Pflanze, deren Stängel unbehaart, abstehend oder fast wollig behaart sein können. Die Stängel sind schwach gewinkelt und werden 1 bis 2 m lang.
Die wechselständig angeordneten Laubblätter sind in Blattstiel und Blattspreite gegliedert. Der Blattstiel ist 1,5 bis 3,5 cm lang. Die Blattspreite ist bei einer Länge von 2 bis 8 cm sowie einer Breite von 1,6 bis 8 cm herzförmig-rund bis eiförmig, gelegentlich auch nierenförmig mit herzförmiger Spreitenbasis und spitzzulaufendem oder spitzem oberen Ende. Sie sind unbehaart oder spärlich behaart. Die Blattränder sind ganzrandig oder fein gewellt.

### Generative Merkmale
Der 1,4 bis 4 cm lange Blütenstandsschaft ist nahezu fadenförmig. Der Blütenstand enthält nur eine bis drei Blüten. Die Tragblätter sind pfriemförmig und etwa 1,5 mm lang. Die Blütenstiele sind 0,8 bis 2 cm lang, nahezu unbehaart und an der Frucht verdickt und an der Spitze zurückgebogen.
Die zwittrigen Blüten sind radiärsymmetrisch und fünfzählig mit doppelter Blütenhülle. Die Kelchblätter sind elliptisch-eiförmig, nahezu gleich groß und 4 bis 5 cm lang. Sie sind unbehaart oder mehr oder weniger behaart und kleinspitzig, an der Frucht sind sie zurückgebogen, die äußeren sind weißlich berandet. Die Krone ist trichterförmig, 2 bis 2,5 cm lang, weiß bis blass gelb, die Bänder entlang der Achse der Kronblätter sind dunkler, das Zentrum der Krone ist purpurfarben. Die Staubblätter stehen nicht über die Krone hinaus, die Staubfäden sind deutlich ungleich lang. Der Stempel steht nicht über die Krone hinaus, der Fruchtknoten ist unbehaart und trägt einen Griffel mit einer zweilappigen Narbe. 
Die Kapselfrüchte sind bei einem Durchmesser von 6 bis 8 mm konisch-eiförmig oder fast kugelförmig mit zugespitztem oberen Ende. Die Samen sind schwarz-braun, 4 bis 5 mm lang und dicht grau-braun feinfilzig.
Die Chromosomenzahl beträgt 2n = 30.

## Standorte
Ipomoea obscura wächst in Dickichten, offenen Wäldern, sandigen Böden und an Meeresküsten in Höhenlagen von 0 bis 1600 m.

## Systematik
Die Erstveröffentlichung erfolgte 1762 unter dem Namen (Basionym) Convolvulus obscurus durch Carl von Linné. Die Neukombination zu Ipomoea obscura (L.) Ker Gawl. wurde 1817 durch John Bellenden Ker Gawler veröffentlicht.
Sie in der Alten Welt in Asien, Ostafrika, Nordaustralien und auf den Inseln des Pazifik verbreitet
Von Ipomoea obscura gibt es drei Varietäten:
- Ipomoea obscura var. demissa (Hallier f.) Verdc.: Sie kommt nur in Tansania vor.[2]
- Ipomoea obscura (L.) Ker Gawl. var. obscura: Sie kommt in den Tropen und Subtropen der Alten Welt vor.[2]
- Ipomoea obscura var. sagittifolia Verdc.: Sie kommt von Tansania bis Simbabwe vor.[2]